# Castelbelforte
Castelbelforte és un municipi situat al territori de la província de Màntua, a la regió de la Llombardia, (Itàlia).
Castelbelforte limita amb els municipis de Bigarello, Erbè, Roverbella, San Giorgio di Mantova, Sorgà i Trevenzuolo.

## Galeria

Localització de Castelbelforte a la província de Màntua